# Marcus Niehaves
Marcus Niehaves (* 18. August 1974 in Offenburg) ist ein deutscher Fernsehmoderator und Reporter im ZDF.

## Leben
Niehaves machte sein Abitur am Friedrich-Schiller-Gymnasium in Marbach am Neckar. Von 1993 war er freier Mitarbeiter bei der Marbacher Zeitung. Von 1996 bis 1997 studierte er Kommunikationswissenschaft, Politik und Philosophie an der Universität Essen. Währenddessen arbeitete er beim Universitätsradio mit. 1997 setzte er sein Studium der Kommunikationswissenschaften an der Universität Hohenheim in Baden-Württemberg fort. 1998 ging er für ein Auslandssemester nach Wien. 2002 erfolgte seine Diplomarbeit zum Thema Nachrichtenwerte in der Sportberichterstattung. Eine Untersuchung am Fallbeispiel der Berichterstattung der Olympischen Spiele 2002 im ZDF.
Von 2001 bis 2011 arbeitete Marcus Niehaves als Reporter im ZDF-Landesstudio Baden-Württemberg. Parallel lehrte er von 2008 bis 2011 an der Universität Hohenheim im Fachbereich Kommunikationswissenschaft. Seit 2011 ist Marcus Niehaves für das ZDF-Wirtschaftsmagazins WISO tätig. Darüber hinaus präsentierte er von 2011 bis 2016 die Sendungen WISO plus im Fernsehkanal ZDFinfo sowie in Vertretung das Fernsehmagazin makro ab 2015 in 3sat. Ab dem 1. November 2016 übernahm Niehaves die Redaktionsleitung des Magazins WISO und wurde dessen Hauptmoderator. Er folgte auf Martin Leutke, den er in den vergangenen Jahren bereits vertreten hatte. Am 7. November 2016 hatte Niehaves seinen ersten Auftritt als Moderator der Sendung.
Neben seiner Tätigkeit als Reporter und Moderator hat Niehaves bereits über zehn Dokumentationen für das ZDF produziert.

## Filmografie
- 2001: Das Dorf der Freundschaft in Vietnam
- 2003: Auf Schienen ins Reich der Inkas
- 2008: Sturmspitze fanbus08. Mit 50 PS ins Fußballglück
- 2008: Kapstadt – die Afrikanische Verführung
- 2008: Haus weg, Bank weg, Geld weg
- 2008: Mit Vollgas in die Flaute?
- 2008: Der erste Tag im Amt von Präsident Barack Obama
- 2009: Obamas Europatour. Mit dem neuen US-Präsidenten unterwegs
- 2009: Mission 2015 – Vom Kampf der UNO für eine bessere Welt.
- 2009: Wie geht’s Deutschland? Eine Momentaufnahme vor der Bundestagswahl
- 2010: Raus aus der Krise – Ein Jahr in der Schwabenschmiede
- 2010: Als die D-Mark kam – 20 Jahre Deutsch-Deutsche Währungsunion
- 2015: Das Armutszeugnis – Auf den Spuren der UN-Millenniumsziele

## Auszeichnungen
- 2001: Filmschauklappe Publikumspreis für den besten Dokumentarfilm der Filmschau Baden-Württemberg 2001 Das Dorf der Freundschaft
- 2010: New York Film- und Fernseh-Award (Bronze) für Mission 2015 – Der Kampf der UNO für eine bessere Welt
- 2011: Herbert Quandt Medien-Preis für Raus aus der Krise. Ein Jahr in der Schwabenschmiede
- 2020: Sonderpreis des Ernst-Schneider-Preises für hervorragende Wirtschaftsberichterstattung in Corona-Zeiten 2020[5]